# Serina
Serina – miejscowość i gmina we Włoszech, w regionie Lombardia, w prowincji Bergamo.
Według danych na styczeń 2009 gminę zamieszkiwało 2186 osób przy gęstości zaludnienia 79,5 os./1 km².